# 蜀山湖
蜀山湖是一个位于中国山东省汶上县的湖泊，面积约为0.4平方千米。因湖中有蜀山而名。人工开掘于明代永乐年间，由水利家白英主持建设。